# Beguine
Die Beguine (andere Schreibung: Biguine) wird oft als Gesellschaftstanz im lebhaften 4/4-Takt verstanden, aber auch als Musikstilrichtung. Mit Beguine bezeichnen die Tänzer vor allem aber eine der Rumba ähnliche langsame Musik, die sie oftmals an Stelle der zu schnellen Rumbamusik setzen.
Der Tanz entstand im 19. Jahrhundert auf den zu Frankreich gehörenden Kleinen Antillen, wo sich einheimische karibische Elemente mit durch afrikanische Einwanderer dorthin gelangten Einflüssen des Bélé verbanden. Der Name Beguine leitet sich vom französischen s'embéguiner (dt.: mit jemandem flirten, um jemanden werben) ab. In seinen drei Hauptformen (béguine de salon, béguine de bal und béguine de rue) gelangte der Tanz bald auch nach Paris und von dort, besonders durch die Kolonialausstellung von 1931, in andere Erdteile. 
Der amerikanische Komponist Cole Porter ließ sich von der Musik, die er in Paris kennenlernte, zu seinem Welterfolg „Begin the Beguine“ (1935) inspirieren. Als Adaption der Beguine gilt auch die originale Erkennungsmelodie der TV-Serie Star Trek von Alexander Courage.
Der Tanz Beguine ist nicht zu verwechseln mit der religiösen Gemeinschaft der Beginen, die in manchen Sprachen genauso (bzw. Béguine) geschrieben wird wie dieser. 
Der Asteroid (8009) Béguin wurde am 28. Juli 1999 nach dem Tanz benannt.